# Kallstroemia curta
Kallstroemia curta là một loài thực vật có hoa trong họ Zygophyllaceae. Loài này được Rydb. miêu tả khoa học đầu tiên năm 1913.